# Odalisca dels bombatxos vermells
Odalisca dels bombatxos vermells (Odalisque à la culotte rouge) és un oli sobre tela de 50 × 61 cm pintat per Henri Matisse vers els anys 1924-1925 i dipositat al Museu de l'Orangerie de París.

## Context històric i artístic
L'escampada de fons florals en aquesta composició és característica de la proliferació de plans decoratius en els quadres de Matisse dels anys vint. Comparant els motius del fons amb els d'altres obres del mateix període s'ha pogut establir la data d'aquesta obra entorn del 1924-1925.

## Descripció
Els motius decoratius envaixen l'espai pictòric: dos grans panells florals tanquen l'espai i subratllen la planitud de la pintura. La tauleta auxiliar hi és per marcar la distància entre el sofà i el fons decoratiu. A l'esquerra, hi ha una calaixera amb dos objectes decoratius a la part superior. Dues franges blanques destaquen la presència dels tapissos i la seua verticalitat. Les corbes de l'odalisca i el sofà (disposat en diagonal cap a l'espectador) trenquen la verticalitat del fons. El racó de la cambra, a l'esquerra, amb la natura morta i el paper pintat, es barreja amb la riquesa de l'estampat dels paravents, com també el ram de flors que hi ha damunt del vetllador, al centre de la composició. Anul·lant els efectes de profunditat, aquest tractament engloba els objectes i els torna plans, com també li succeeix a la figura de l'odalisca, pintada amb els mateixos colors que un dels paravents.
El rostre de la model es redueix a l'essencial: un parell de pinzellades. Alguns accessoris: una túnica blanca, uns pantalons moruns de color vermell i brodats en or i algunes joies per a evocar l'Orient.